# Joan Casas i Vila
Joan Casas i Vila (Barcelona, 1886 - 26 de novembre de 1925) va ser un periodista, escriptor i lletrista de cançons i cuplets. Signava les seves obres amb el pseudònim de Joan Misterio.
Era fill d'un barreter que tenia un establiment al número 23 del carrer Portaferrissa de Barcelona. Va ser redactor del setmanari humorístic i satíric català Papitu i posteriorment del seu successor el setmanari Pakitu. El 1918 publica dins la col·lecció Biblioteca “Papitu” una adaptació de Don Jaume lo conqueridor de Serafí Pitarra, l'obra havia estat anteriorment editada setmanalment a la revista Papitu. durant l'any 1915, a la revista hi ha anuncis de l'aparició d'aquesta obra durant el darrer trimestre de 1918. També participa en el setmanari humorístic-eròtic La Tuies, editat per antics col·laboradors de "Papitu".
En els anys 20 del segle XX i amb el pseudònim de Joan Misterio va escriure la lletra de gairebé un centenar de cançons, introduint la llengua catalana en el món del cuplet. Va escriure per artistes com Mercedes Serós i Pilar Alonso, cupletistes d'èxit al Paral·lel barceloní. Musicalment va col·laborar amb les seves lletres amb les composicions de Joaquim Zamacois, Joan Viladomat i Massanas, Vicenç Quirós, Càndida Pérez o Pilar Alonso. Entre les seves obres més populars va destacar Les caramelles, Els tres Tombs o La Tomaseta de Sant Antoni. També van tenir bona anomenada Glòria de Catalunya!, La nostra bandera, Emperadriu o La Rambla. El 1920 havia fet un centenar de cuplets.
Joan Casas va morir el 1925 als 39 anys. Posteriorment, alguns d'aquests cuplets han estat interpretats per cantants com Guillermina Motta, Núria Feliu, Mary Santpere, Salomé, i d'altres.

## Algunes Cançons i Cuplets[14]
- Les caramelles, amb música de Càndida Pérez
- La fornera de la Ronda, amb música de Càndida Pérez
- El vestir d'en Pasqual, amb música de Joan Viladomat
- Jo vull ser "mis", amb música de Joaquim Zamacois "I. Casamoz"
- Els Tres Tombs (de Sant Antoni), amb música de Joaquim Zamacois "I. Casamoz"
- Els mossos de l'esquadra, amb música de Vicenç Quirós i Eveli Burrull
- A la Portaferrissa, amb música d'Arcadi Rosés Berdiel
- I és el tramvia, amb música de Joaquim Zamacois "I. Casamoz"
- El libro del corazón, amb música de Pablo Fabré. Fado en castellà
- Emperadriu, amb música de Càndida Pérez
- La Rambla, amb música de Càndida Pérez

## Publicacions
- 35 cuplets catalans de Joan Misterio. Col. Coses de Catalunya. Número fora de sèrie
- "El músic de l'americana vermella. Joan Viladomat i la Barcelona descordada dels anys vint" de Jaume Collell. RBA llibres. Col. La magrana. 2014.
- Catàleg Col·lectiu de les Universitats de Catalunya. Obres de Joan Misterio. (http://www.csuc.cat/ca Arxivat 2018-08-04 a Wayback Machine.)
- Cantic, Catàleg d'Autoritats de Noms i Títols de Catalunya - Biblioteca de Catalunya (http://cantic.bnc.cat/)
- El Llibre del Cuplet Català (1929). Barcelona: Biblioteca Bonavia.